# Traci Melchor
Traci Melchor es una personalidad televisiva canadiense, quién actualmente trabaja como corresponsal para la serie del canal CTV Etalk. También fue contribución del show The Social del mismo canal.
Originaria de Pickering, Ontario, Canadá, Melchor estudió radiofónica y televisión retransmitiendo en Universidad de Seneca. Comenzó trabajando para Citytv, más tarde en MuchMusic RapCity. Más tarde se muda a Los Ángeles donde trabaja como reportera de entretenimiento y anfitriona para E!.
En 2020, apareció en varios episodios de Canada's Drag Race, la edición canadiense de RuPaul's Drag Race, además de presentar la final de este.
También regularmente contribuye al Espectáculo de Marilyn Denis, CP24 Lunch, CCTV-News y Toronto CHUM-FM.